# Lars Lindström (skådespelare)
Lars Erik Lindström, född 14 april 1945 i Brännkyrka församling, Stockholm, är en svensk skådespelare.

## Biografi
Lindström började 1957 att spela mandolin och sjunga i skifflegruppen Warbers Skiffle i Stockholm. År 1960 övergick han till att sjunga visor till gitarr, men lade ned detta då han 1963 började på Calle Flygares Teaterskola. År 1965 började han turnera med Riksteatern, men 1969 inleddes ett tvåårigt engagemang vid Wasa Teater i Finland. Han lärde där känna en annan rikssvensk skådespelare, Leif Liljedahl, och tillsammans fick de även engagemang som visartister både i radio och på scen. Av initialerna i deras namn bildades det gemensamma namnet ELLEN (eller LLLL:en). År 1971 spelade de in musikalbumet Blå-vit-gula låtar till gitarr, utgivet på det finländska skivbolaget Love Records (LRLP 38). Lindström återvände därefter till Sverige, där han först var verksam vid regionteatern i Skellefteå och 1978–2004 var anställd vid Norrbottensteatern i Luleå.

## Filmografi
- 1948 – Jag är med eder...
- 1949 – Stora Hoparegränd och himmelriket
- 1980 – Vi hade i alla fall tur med vädret
- 1983 – Lyckans ost
- 1990 – God afton, herr Wallenberg
- 1993 – Kärlekens himmelska helvete
- 1996 – Jägarna
- 1996 – Tidningsutbärare Tord
- 1997 – Vildängel
- 1999 – Dråpslag
- 1999 – Lusten till ett liv
- 2002 – Grabben i graven bredvid
- 2002 – Svenska slut (TV-serie)
- 2004 – 6 Points
- 2005 – Fyra veckor i juni
- 2007 – Höök (TV-serie)

## Teater

### Roller (ej komplett)
| År   | Roll                   | Produktion                                                          | Regi            | Teater             |
| ---- | ---------------------- | ------------------------------------------------------------------- | --------------- | ------------------ |
| 1968 |                        | Raka spåret Lars Ardelius                                           | Tom Lagerborg   | Riksteatern        |
| 1980 |                        | Så tuktas en argbigga (The Taming of the Shrew) William Shakespeare | Katariina Lahti | Norrbottensteatern |
| 1983 | Befruktningsdirektören | Du sköna nya paradis Katariina Lahti                                | Katariina Lahti | Norrbottensteatern |
| 1984 |                        | Tre systrar (Три сeстры, Tri sestry) Anton Tjechov                  | Göran Nilsson   | Norrbottensteatern |
| 1984 | Medverkande            | Ju mer vi är tillsammans, ju galnare vi bli, kabaré Rolf Börjlind   | Jarl Lindblad   | Norrbottensteatern |
| 2002 |                        | Dubbla signaler Michael Frayn                                       | Peter Engkvist  | Norrbottensteatern |

### Fotnoter
1. ↑  ”Lars Lindström”. Svensk Filmdatabas. http://www.sfi.se/sv/svensk-filmdatabas/Item/?type=PERSON&itemid=62681&ref=%2ftemplates%2fSwedishFilmSearchResult.aspx%3fid%3d1225%26epslanguage%3dsv%26searchword%3dLars+Lindstr%C3%B6m%26type%3dPerson%26match%3dBegin%26page%3d1%26prom%3dFalse. Läst 24 juli 2012.
2. ↑  Blå-vit-gula låtar till gitarr på Discogs
3. ↑  Hans Olander (9 januari 2008). ”Artisterna som fann drömvillan i Orsa”. Dalarnas Tidning. https://www.dt.se/artikel/artisterna-som-fann-dromvillan-i-orsa. Läst 19 juli 2019.
4. ↑  Hans Axel Holm (17 juli 1968). ”En bildserie i Malmöpark”. Dagens Nyheter:  s. 8. https://arkivet.dn.se/tidning/1968-07-17/191/8. Läst 14 januari 2022.
5. ↑  Niklas Rådström (12 oktober 1980). ”Bländande 'Argbigga'”. Dagens Nyheter:  s. 16. https://arkivet.dn.se/tidning/1980-10-12/279/16. Läst 11 maj 2024.
6. ↑  Bengt Jahnsson (6 mars 1983). ”Det eviga i Norrland”. Dagens Nyheter:  s. 18. https://arkivet.dn.se/tidning/1983-03-06/63/18. Läst 11 maj 2024.
7. ↑  Bengt Jahnsson (12 april 1984). ”'Tom Sawyer' och 'Tre systrar' i Norrbotten: Lekfullt äventyr och lyhörd lätthet”. Dagens Nyheter:  s. 20. https://arkivet.dn.se/tidning/1984-04-12/101/24. Läst 11 maj 2024.
8. ↑  Per Allan Olsson (14 oktober 1984). ”Norrbottensteaterns kabaré: Utan omväg om vardagen”. Dagens Nyheter:  s. 24. https://arkivet.dn.se/tidning/1984-10-14/280/24. Läst 11 maj 2024.
9. ↑  Sara Granath (12 mars 2002). ”Skrattet exploderar efter lång startsträcka”. Svenska Dagbladet. https://www.svd.se/skrattet-exploderar-efter-lang-startstracka. Läst 15 december 2019.